# ニュージャージーサメ襲撃事件
ニュージャージーサメ襲撃事件 （ニュージャージーサメしゅうげきじけん、Jersey Shore shark attacks of 1916） は、1916年7月1日から7月12日にかけてアメリカ合衆国ニュージャージー州で相次いで発生したサメによる獣害事件。一連の事件で4人が死亡、1人が重傷を負った。事件を起こしたサメの種類や個体数は2025年現在でも専門家の間で論議の的となっているが、ホホジロザメもしくはオオメジロザメによるものだという説が有力である。
猛暑やポリオの影響でニュージャージー州沿岸（ジャージー・ショア）への海水浴客が増加していた時期に発生したこともあり、海水浴客の減少への対策や安全確保のを目的とした大規模なサメ漁が行われるなど、現地の経済に大きな影響を及ぼした。またサメが危険な生物であると認識され、魚類学者がその生態や能力について再考するきっかけとなった事件でもある。
ピーター・ベンチリーが「ジョーズ」を執筆した際に題材とした事件と言われている（ディスカバリーチャンネル『実話！映画「ジョーズ」』）。

## 事件の経緯

### 大西洋湾岸での襲撃事件

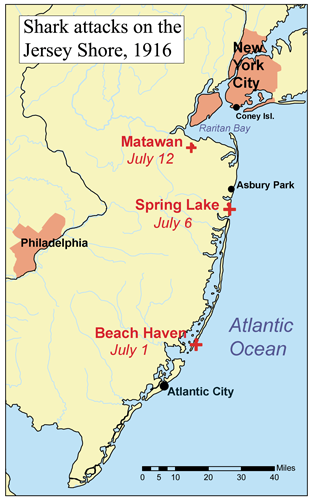
関連地図。サメによる被害は段々と北上していることが分かる。

1916年7月1日、ニュージャージー州沿岸ジャージー・ショアのリゾート地の海岸で、遊泳中の男性、チャールズ・エプティング・ヴァンサント（事件当時23歳）がサメに襲われて死亡する事件が発生した（便宜上第一事件と呼称する）。
ヴァンサントは家族とともに近くのイングルサイドホテルに宿泊しており、夕食前に飼い犬とともにビーチで泳いでいるところを襲われたとみられる。水に入ってまもなくヴァンサントが悲鳴を上げたため周囲の人は犬に足を噛まれたと勘違いしていたが、実際はサメに噛まれ出血を伴う怪我を負っていた。ヴァンサントはライフガード2人に救助されてホテルにて応急手当を受けたが、18時45分に死亡した。7月1日の事件の後もジャージーショア沿いの海水浴場は開いたままで、ニューアーク及びニューヨークに入港する船舶の船長からニュージャージー沖で大型のサメの目撃情報も報告されたが、対策が取られることはなかった。
それから5日後の7月6日、40マイル（約64キロメートル）離れたニュージャージー州スプリングレイクの海岸で、現地のホテルの従業員チャールズ・ブルーダー（スイス人、事件当時27歳）が岸から120メートルの地点で泳いでいた所をサメに襲われた（第二事件）。ブルーダーは腹と足を噛まれて重傷を負い、周囲の海水が真っ赤に染まっていた。これに気づいて悲鳴を上げた付近の女性がライフガード2人に伝え、彼を救命ボートに乗せてすぐに助けだしたが、ブルーダーは両足を喰いちぎられていて、岸に運び込まれた時点ではすでに絶命していた。ニューヨーク・タイムズの当時の報道によると、第一発見者の女性たちはショックのあまり気を失ったのだという。ホテルの宿泊客と従業員たちは息子を失ったブルーダーの母親に対し募金活動を行った。

### マタワン川での襲撃事件

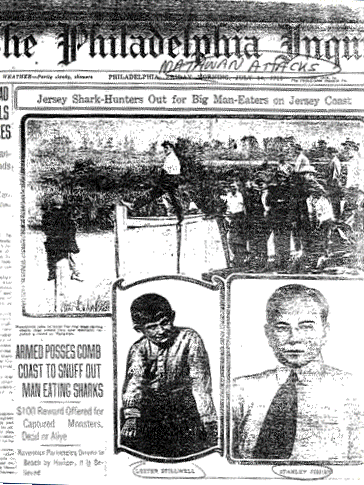
マタワン川での事件を伝えるフィラデルフィア・インクワイアラー紙。右の画像の人物がスタンレー・フィッシャー、左がレスター・スティルウェル

2人目の犠牲者が出てから6日後の7月12日には、第二事件の襲撃現場から30マイル（約48キロメートル）北にあるラリタン湾にそそぐ淡水のマタワン川でサメによる死亡事故が発生した（マタワン川事件）。この日、マタワン川河口から16マイル（約26キロメートル）遡った上流の桟橋でトーマス・コットレルという者が体長8フィート（2.4メートル）のサメを目撃しており、町に報告したが目立った対策は取られなかった。
14時頃、マタワン川では近所の少年達が泳いで遊んでいた。途中、少年達は「風雨にさらされた黒い板、もしくは朽ちた丸太」のようなものを目撃したが、それはサメの背びれであった。少年達は慌てて逃げ出したが遅く、近くにいたレスター・スティルウェル（事件当時11歳）が水中に沈み、水面は渦を巻き血で赤く染まっていった。残りの少年達は陸に上がり、「サメに襲われた」と大人達に助けを求めた。現場に駆けつけた中から大人が数人水に入りスティルウェルを捜索したが、水が濁って見つからない。いったん上がろうとしたが、捜索に加わった一人スタンレー・フィッシャー（事件当時24歳）が最後にもう一度確認しようと深く潜ると、川底でサメがスティルウェルをくわえているのを発見した。
フィッシャーは勇敢にもサメに殴りかかりスティルウェルを離させることに成功したが、今度は自身がサメに襲われ右大腿部に重傷を負い、スティルウェルも取り返されてしまった。フィッシャーは桟橋から他の大人によって救出され、車では揺れて危険だからと鉄道で運び込まれた50キロメートル先のロングブランチのモンマス記念病院で17時30分に失血死した。最初に襲われたスティルウェルの遺体は7月14日、ワイコフ埠頭から上流150フィート（46メートル）にて発見・回収された。

4人目が襲われた約30分後、ワイコフ埠頭から半マイル（約805メートル）離れた地点で騒ぎを知らず泳いでいたジョセフ・ダン（事件当時14歳）もサメに襲撃され、左脚のふくらはぎを食いちぎられる重傷を負い、友人と兄に救助された。このとき、ダンは噛みちぎられた肉がサメに飲み込まれるのを感じ、自分も飲み込まれそうだったと報道陣の取材に答えている。ダンはセントピーターズ大学病院に入院し、一時足の切断は免れないと思われたが奇跡的に回復し、9月15日に退院した。

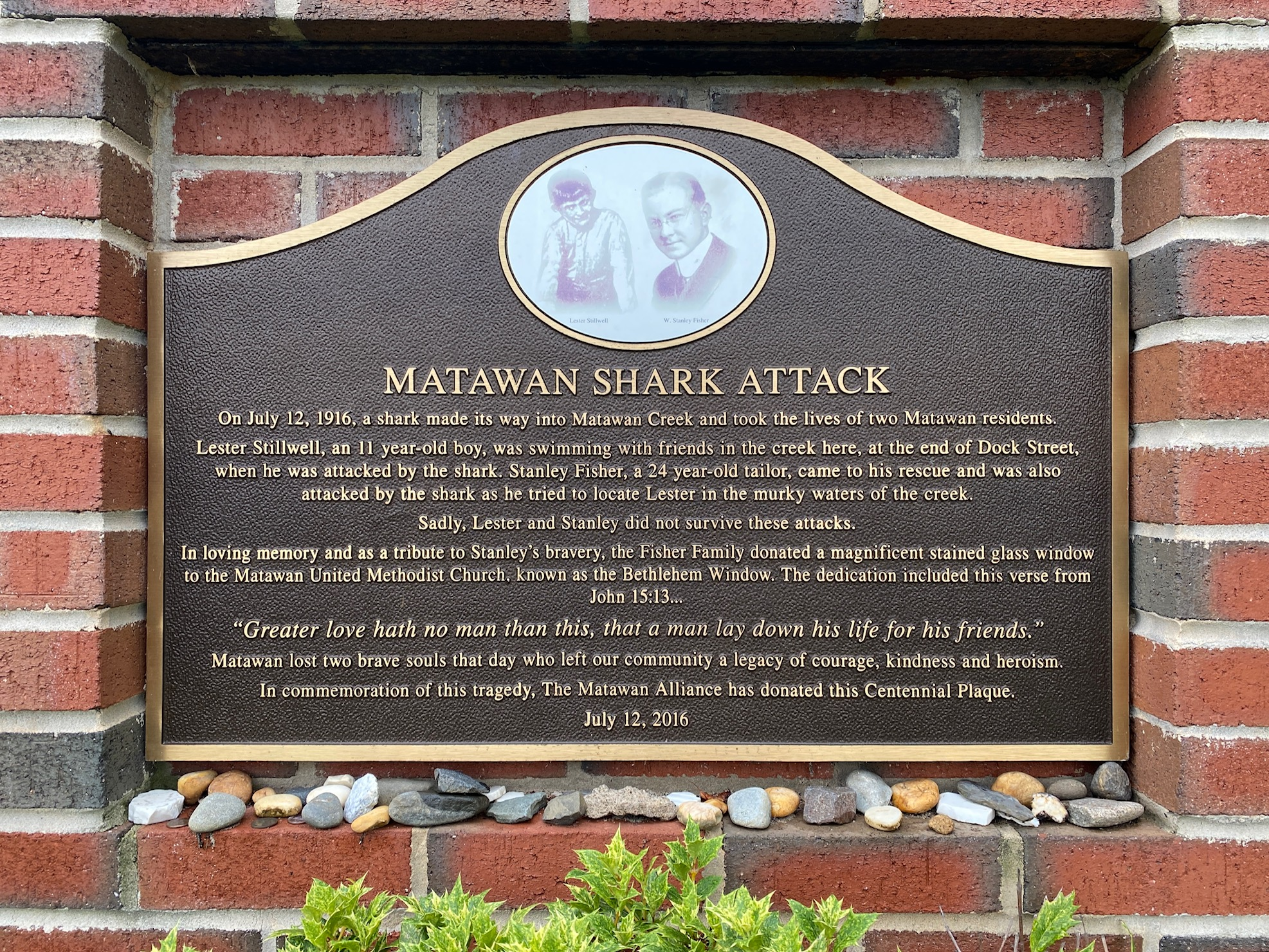
マタワン川事件での慰霊碑

## 影響

### サメの捕獲

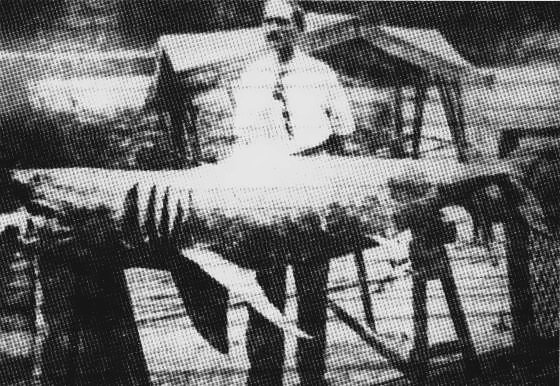
人を襲ったとされるホオジロザメ

マタワンの襲撃から2日後の7月14日。海上で漁をしていた剥製業者の船の刺し網に、2.5mほどのホオジロザメがかかった。サメは暴れて船を沈めようとしたが、乗っていたライオン調教師であるマイケル・シュライサーはオールでサメを叩き殺して持ち帰り、剥製業者がサメの胃を裂くと、中から「牛乳箱の3分の2ほどの大きさで」重さは合わせて15ポンドもある「怪しい肉質と骨」を取り出した。科学者たちはこれは人間の骨であり、このホオジロザメが一連の襲撃事件の犯人であると断定し、騒動は終息することになった。このサメが1匹で4人を死亡させ、1人に重傷を負わせたのかどうかは不明だが、捕獲以降、人間が襲われることは無くなった。ただし、マタワン川で3人を襲ったサメは、淡水域でも生息できるオオメジロザメではないかという意見もあり、実際にオオメジロザメも人を襲うことがある。